# Франческа Ланчини
Франчèска Ланчѝни (на италиански: Francesca Lancini) е италианска манекенка, актриса, журналистка, телевизионна водеща и писателка на произведения в жанра „съвременен роман“.

## Биография
Франческа Ланчини е родена на 8 юли 1983 г. в град Бреша, Италия. Завършва науки за комуникацията. В продължение на няколко години практикува тенис на професионално ниво и влиза в ранглистата на WTA, но се отказва поради контузия.
Работи като професионален модел за много модни къщи и като актриса в киното и телевизията. През 2006 г. е част от водещите на музикалния фестивал „Санремо“. Пише за списанията „Сете“, „Амика“ и „Офисиел“, и за спортни списания. През 2004 г. се снима във филма „Бандата на Оушън 2“ на Стивън Содърбърг.
Първият ѝ роман, „Без токчета“, е издаден през 2011 г. Главната героиня София Мартини е професионален модел и пътува по света на кастинги, фотосесии и ревюта, съпътствана от спомена за приятеля ѝ Алесандро, имейлите на по-малката ѝ сестра Джиневра и книгите, избрани от приятеля книжар Паоло. История за взаимоотношенията в семейството, приятелите, работата и мъжете.
През 2012 г. води програмата Cool Tour по Rai 5. През 2015 г. води модно предаване по Rai 1. През 2017 г. е телевизионна водеща на предаването „Бялото е черно – италиански хроники“ по LA7. Преподава и творческо писане в университета „Нова академия за изящни изкуство“ в Милано.
През 2014 г. излиза вторият ѝ роман „Семейни оръжия“ (Armi di Famiglia).
От 2015 г. е водеща на модната рубрика „Toп - Всичко е модерно“, излъчвано по Rai 1. От 2017 г. е съводеща заедно с Лука Телезе на ,бяло и черно – италиански хроники“ по LA7.
Франческа Ланчини живее в Рим и Милано.

## Произведения

### Самостоятелни романи
- Senza tacchi (2011)[2]
Без токчета, изд. „Скалино“ (2012), прев. Емилия Миразчийска
- Armi di famiglia (2014)

## Филмография
- 2004 Madame – тв минисериал, като Изабел
- 2004 Бандата на Оушън 2
- 2005 Imperia, la grande cortigiana, тв филм
- 2006 Il cuoco del papa
- 2013 Човешкият капитал, Il capitale umano

## Телевизия
- Фестивал на италианската песен в Санремо 2006 (Rai 1, 2006)
- Sky Sport 24 (Sky, 2010)
- Cool Tour (Rai 5, 2012)
- Cool Tour Arte (Rai 5, 2013-2014)
- Rai Player (Rai 1, Rai 2, Rai 3, Rai Premium, 2013-2016)
- Top - Tutto quanto fa tendenza (Rai 1, 2015)
- Bianco e Nero - Cronache italiane (LA7, 2017)